# Lætitia Bernard
Lætitia Bernard, née le 9 avril 1983 à Gien, est une journaliste et cavalière française, pratiquant l'équitation handisport.

## Biographie

### Formation
Lætitia Bernard est non voyante depuis sa naissance, atteinte d'une cécité congénitale complète et irréversible. Diplômée de l'Institut d'études politiques de Strasbourg et du centre de formation des journalistes, elle remporte en 2005 la bourse Julien Prunet qui lui permet de se former au journalisme.

### Carrière professionnelle
En 2007, après son stage de fin d'études à Radio France, elle est embauchée et présente les journaux au sein de différentes stations (France Bleu, Le Mouv'). Depuis 2015, elle intègre la direction des sports de France Inter et présente le journal des sports tous les week-ends. Elle a couvert pour Radio France les Jeux paralympiques de Londres en 2012, puis de Sotchi en 2014, de Rio en 2016 et de PyeongChang en 2018. En 2019, pendant le Tour de France, elle présente sur France Info Mon échappée, émission au cours de laquelle elle effectue en tandem une partie de chaque étape du tour. Elle tient ensuite pendant trois ans une chronique sportive tous les jours puis le week-end dans le 5/7 de France Inter intitulée Esprit sport. Depuis la rentrée 2022, elle présente Regards croisés dans le 6/9 de France Inter.
En mai 2021, elle publie sa biographie Ma vie est un sport d'équipe, dans lequel elle raconte notamment ses études et son année Erasmus passée à Berlin.

### Carrière sportive
Lætitia Bernard commence les compétitions d'équitation à l'âge de 13 ans. Elle est six fois championne de France handisport de saut d'obstacles, remportant le concours en 1997, 1998, 2000, 2002, 2005 et 2012. Elle a été guidée par des cavaliers reconnus comme Michel Robert notamment lors du Jumping international de Bordeaux en 2004 et au Concours international de Genève en 2005, mais aussi John Whitaker. Elle est parvenue à se qualifier pour les Championnats de France clubs à Lamotte-Beuvron avec les cavaliers valides à deux reprises, la première fois en 2009.

## Publication
- Ma vie est un sport d'équipe, coédition Stock-France Inter, 2021, 160 p.